# Victor Dias
Victor Dias (Belém), é um político brasileiro, filiado ao UNIÃO. Nas eleições de 2022, foi eleito deputado estadual pelo Pará.